# クレイジー・ハート
『クレイジー・ハート』（原題: Crazy Heart）は、2009年のアメリカ映画。トーマス・コッブの同名小説を長編映画初監督となるスコット・クーパーが映画化。

## ストーリー
かつての人気カントリー・ミュージシャンのバッド・ブレイクは57歳となり、酒に溺れて結婚と離婚を繰り返すという自堕落な生活を送っていた。そんな彼のもとにある日、若い女性ジャーナリストのジーンが訪れる。ジーンとその息子バディと共に過ごす時間を通して、バッドは少しずつその生き方を変えていく。

## キャスト
| 役名                           | 俳優                  | 日本語吹替 |
| ------------------------------ | --------------------- | ---------- |
| オーティス・“バッド”・ブレイク | ジェフ・ブリッジス    | 壤晴彦     |
| ジーン・クラドック             | マギー・ジレンホール  | 冬馬由美   |
| ウェイン・クラマー             | ロバート・デュヴァル  | 大木民夫   |
| トミー・スウィート             | コリン・ファレル      | 津田健次郎 |
| ジャック・グリーン             | ポール・ハーマン      | 矢田耕司   |
| ビル・ウィルソン               | トム・バウアー        | 宝亀克寿   |
| ウェスリー・バーンズ           | リック・ダイアル      | 後藤哲夫   |
| ラルフィー                     | ライル・アダムソン    | 塾一久     |
| バディ・クラドック             | ジャック・ネイション  | 小林由美子 |
| ベア                           | J・マイケル・オリヴァ | 中村浩太郎 |

- その他日本語吹き替え：杉山大、橘凛、中尾一貴、津川祝子、杉村憲司

## 評価
映画レビューサイトのRotten Tomatoesでは91%の支持を得た。
賞レースでは主演のジェフ・ブリッジスと主題歌の「The Weary Kind」が高く評価された。

### 受賞
| 受賞・ノミネート                       | 受賞・ノミネート        | 受賞・ノミネート                                            | 受賞・ノミネート |
| 賞                                     | 部門                    | 対象                                                        | 結果             |
| -------------------------------------- | ----------------------- | ----------------------------------------------------------- | ---------------- |
| 第82回アカデミー賞                     | 主演男優賞              | ジェフ・ブリッジス                                          | 受賞             |
| 第82回アカデミー賞                     | 助演女優賞              | マギー・ジレンホール                                        | ノミネート       |
| 第82回アカデミー賞                     | 歌曲賞                  | T＝ボーン・バーネット ライアン・ビンガム 「The Weary Kind」 | 受賞             |
|                                        |                         |                                                             |                  |
| 第67回ゴールデングローブ賞             | 主演男優賞 (ドラマ部門) | ジェフ・ブリッジス                                          | 受賞             |
| 第67回ゴールデングローブ賞             | 主題歌賞                | T＝ボーン・バーネット ライアン・ビンガム 「The Weary Kind」 | 受賞             |
|                                        |                         |                                                             |                  |
| 第63回英国アカデミー賞                 | 主演男優賞              | ジェフ・ブリッジス                                          | ノミネート       |
| 第63回英国アカデミー賞                 | 主題歌賞                | T＝ボーン・バーネット ライアン・ビンガム 「The Weary Kind」 | ノミネート       |
|                                        |                         |                                                             |                  |
| 第14回サテライト賞                     | 主演男優賞 (ドラマ部門) | ジェフ・ブリッジス                                          | ノミネート       |
| 第14回サテライト賞                     | 主題歌賞                | T＝ボーン・バーネット ライアン・ビンガム 「The Weary Kind」 | ノミネート       |
|                                        |                         |                                                             |                  |
| 第15回クリティクス・チョイス・アワード | 主演男優賞              | ジェフ・ブリッジス                                          | 受賞             |
| 第15回クリティクス・チョイス・アワード | 歌曲賞                  | T＝ボーン・バーネット ライアン・ビンガム 「The Weary Kind」 | 受賞             |
|                                        |                         |                                                             |                  |
| 第35回ロサンゼルス映画批評家協会賞     | 主演男優賞              | ジェフ・ブリッジス                                          | 受賞             |
| 第35回ロサンゼルス映画批評家協会賞     | 音楽賞                  | T＝ボーン・バーネット ライアン・ビンガム 「The Weary Kind」 | 受賞             |
|                                        |                         |                                                             |                  |
| 第25回インディペンデント・スピリット賞 | 主演男優賞              | ジェフ・ブリッジス                                          | 受賞             |
| 第25回インディペンデント・スピリット賞 | 第一回作品賞            | 第一回作品賞                                                | 受賞             |
| 第25回インディペンデント・スピリット賞 | 第一回脚本賞            | スコット・クーパー                                          | ノミネート       |
|                                        |                         |                                                             |                  |
| 第62回全米脚本家組合賞                 | 脚色賞                  | スコット・クーパー                                          | ノミネート       |